# 吳之佳
吳之佳（1548年—1605年），字公美，號虚臺，直隸蘇州府長洲縣人，民籍，明朝政治人物。官至刑科都給事中，因國本之爭撤職。

## 生平
萬曆七年（1579年）己卯科應天府鄉試第一百一名。萬曆八年（1580年）庚辰科進士。兵部觀政，初為湖廣襄陽縣知縣。十四年（1586年）以治行徵，选授兵科給事中。十七年升刑科右，十八年升户科左，十九年累官刑科都給事中。
萬曆二十年（1592年）正月，禮科都給事中李獻可偕六科諸臣上疏請求為元子朱常洛舉行“豫教之典”，神宗大怒，指摘其誤書弘治年號，違旨侮君，貶一秩調外，其餘人等奪俸半年。大學士王家屏將御批封還，神宗愈加不滿。吏科都給事中鍾羽正、吏科給事中舒弘緒均上疏支持李獻可。神宗將弘緒調職南京，羽正及獻可以調任邊遠地區雜職。大學士趙誌臯論救，被斥責；吏科右給事中陳尚象又爭，貶斥為民。戶科左給事中孟養浩，御史鄒德泳，戶兵刑工四科都給事中丁懋遜、張棟、吳之佳、楊其休，禮科左給事中葉初春，各自上疏救。神宗怒不可遏，命將孟養浩廷杖一百，除名。鄒德泳、丁懋遜、張棟、吳之佳等六人貶一秩，外放為官。李獻可、鍾羽正、李弘緒除名。
吳之佳與葉初春、張棟均為蘇州府人，史稱「吳中三諫」。萬曆三十三年（1605年），吳之佳病卒。天啓初年，追贈太僕寺少卿。

## 家族
曾祖父吳如玉；祖父吳塾；父親吳滔。母周氏。孫吴适，崇祯十年丁丑进士。曾孫吴瞻，康熙十二年癸丑进士。